# Dušan Blaškovič
Dušan Blaškovič (11. září 1930, Dubnica nad Váhom, Československo – 17. září 2001, Bratislava, Slovensko) byl slovenský herec.
V roce 1954 absolvoval studium herectví na VŠMU v Bratislavě. V letech 1953–1954 a 1962–1982 byl členem činohry Nové scény v Bratislavě, v letech 1954–1962 potom Krajského divadla v Nitře. Od roku 1982 byl člen činohry Slovenského národního divadla v Bratislavě. V letech 1971–1975 byl uměleckým šéfem činohry Nové scény. V Československé televizi hrál ve filmech Canarisova krvavá hviezda (1966), AC Dupin zasahuje (1971), Zypa Cupák (1976), Sváko Ragan (1976), Štrnásť výstrelov (1981) a dalších. Byl aktivním funkcionářem KSČ.
V roce 1972 dostal titul zasloužilý umělec.

## Filmografie
- 1957: Štyridsaťštyri (Tóno Mikleš)
- 1958: Dáždnik svätého Petra (Šranko)
- 1958: Posledný návrat (Valent)
- 1959: Křižovatky (Gabovič)
- 1960: Na pochode sa vždy nespieva (Mančinka)
- 1960: Prerušená pieseň (voják)
- 1961: Most na tú stranu (majster)
- 1961: Zbabělec (krčmář)
- 1962: Bílá oblaka (partyzánský velitel Repta)
- 1962–63: Jánošík I-II (Surovec)
- 1963: Výhybka (Pavlovič)
- 1965: Délka polibku devadesát (ředitel závodu)
- 1965: Námestie svätej Alžbety (Zavalitý)
- 1966: Jeden deň pre starú paniu (detektív)
- 1966: Vrah zo záhrobia (Joe Orlovský)
- 1967: Tri dcéry (Belan)
- 1967: Zmluva s diablom (ředitel)
- 1968: Muž, ktorý luže (hostinský)
- 1968: Traja svedkovia (Tomáš Remeň)
- 1969: Slávnosť v botanickej záhrade (kováč)
- 1972: …a pozdravuji vlaštovky (financ)
- 1974: Veľká noc a veľký deň (starosta)
- 1975: Pacho, hybský zbojník (Ondro)
- 1975: Sarajevský atentát (Apis)
- 1975: Život na úteku (náčelník)
- 1976: Červené víno (rychtář)
- 1976: Do posledného dychu (Škoda)
- 1977: Penelopa (Vertel)
- 1977: Sázka na třináctku (Sitenský)
- 1978: Hrozba (Včelařik)
- 1978: Nie (dr. Zubor)
- 1979: Drsná Planina (Bayer)
- 1980: Človek nikdy nevie (Crampton)
- 1983: Výlet do mladosti (ředitel)
- 1984: Sladké starosti (Baránek)
- 1984: Keď jubilant plače (Chochol)
- 1985: Pětka s hvězdičkou (ředitel Švanda)
- 1986: Poznám takú bylinku – TV film
- 1986: Galoše šťastia (senátor)
- 1990: Dávajte si pozor! (vyšetřovatel)